# Чемпионат мира по шоссейным велогонкам 1992
Чемпионат мира по шоссейным велогонкам 1992 года проходил в Бенидорме, Испания. В связи с Олимпиадой в Барселоне состязания проводились только среди профессионалов и по видам, не входящим в олимпийскую программу.

## Призёры
| Велогонка     | Золото                                                                       | Золото   | Серебро                                                             | Серебро     | Бронза                                                                                  | Бронза      |
| ------------- | ---------------------------------------------------------------------------- | -------- | ------------------------------------------------------------------- | ----------- | --------------------------------------------------------------------------------------- | ----------- |
| Мужчины       |                                                                              |          |                                                                     |             |                                                                                         |             |
| Профессионалы | Джанни Буньо · Италия                                                        | 6ч34’28" | Лоран Жалабер · Франция                                             | то же время | Дмитрий Конышев · Россия                                                                | то же время |
| Женщины       |                                                                              |          |                                                                     |             |                                                                                         |             |
| Команды       | США · Дануте Банкайтис-Дэйвис · Дженис Болланд · Джинни Голэй · Ив Стефенсон | 1ч02'30" | Франция · Жанни Лонго · Катрин Марсаль · Корен Легаль · Сесиль Оден | +13"        | Россия · Надежда Кибардина · Наталья Гринина · Гульнара Фаткулина · Александра Колясева | +46"        |